# 月10万円で豊かに暮らせる町&村
『月10万円で豊かに暮らせる町&村』（つきじゅうまんえんでゆたかにくらせるまちとむら）は、テレビ東京系列局ほかで放送されていたテレビ東京製作のバラエティ番組・ドキュメンタリー番組である。製作局のテレビ東京では2005年4月11日から2006年3月20日まで、毎週月曜 19:00 - 19:54 （日本標準時）に放送。

## 概要
毎月の基本生活費を10万円以内に抑えられ、しかも豊かで快適に暮らせる日本各地の町と村を紹介し、そこで暮らす、もしくはそこへ移住した人々の生活の模様を伝えていた番組。ここでいう「豊か」とは、必ずしも経済的な余裕があるという意味ではなく、自然や人間関係といった環境に起因する精神的余裕という側面が強い。そのため、都会におけるインフラの整備された豊かさと単純に比較するのはナンセンスと言える。
番組が紹介していた場所はタイトル通りに町と村に限っており、市については対象外にしていたが、平成の大合併の影響のため、合併で市に含まれた旧町村も紹介していた。
この番組は特別番組として3回放送された後、2005年春の改編を機にレギュラー化された。レギュラー放送終了から半年後の2006年10月9日にも2時間スペシャルが放送された。

## 出演者

### 司会（特番時代）
- 福留功男
- 渡辺正行

### 司会（レギュラー番組時代）
- 福留功男
- 山口智充 (DonDokoDon)

## スタッフ

### 2006年10月9日放送分
- 構成：竹島達修、井上きよたか、政宗史子
- 技術：見辺信一
- カメラ：田中圭介
- VE：大崎雅典
- 音声：斉藤孝行
- 照明：高柴圭一
- 美術：宇都木民雄
- 美術進行：高橋昭三
- 編集：辻泰治
- MA：長谷川真哉
- 音効：M-TANK
- CG：エンネットワーク
- 番宣：鈴木紀子
- TK：桑島晴美
- リサーチ：関悠子（フリード）、岩佐亮、塚原浩（スコープ）、森實良行
- AD：関口奈津美、藤本明日香
- FD：本間千鶴
- AP：藤村康徳
- ディレクター：加藤裕之、山間一彦、縫田輝久、香山直美、高村和宏、伊集院快羽留、鈴木孝弥
- 演出：梅原高実
- プロデューサー：桜井卓也
- 技術協力：…from r.、六分儀、テレプロブレーンズ、インテック、千年堂テレプレス、麻布プラザ
- 制作協力：ユニオン映画
- 製作著作：テレビ東京

## エンディングテーマ
- 杏の花咲く頃（O's）

## 放送局
| 放送対象地域   | 放送局             | 系列           | 放送日時           | 備考                   |
| -------------- | ------------------ | -------------- | ------------------ | ---------------------- |
| 関東広域圏     | テレビ東京         | テレビ東京系列 | 月曜 19:00 - 19:54 | 製作局                 |
| 北海道         | テレビ北海道       | テレビ東京系列 | 月曜 19:00 - 19:54 | 同時ネット             |
| 愛知県         | テレビ愛知         | テレビ東京系列 | 月曜 19:00 - 19:54 | 同時ネット             |
| 大阪府         | テレビ大阪         | テレビ東京系列 | 月曜 19:00 - 19:54 | 同時ネット             |
| 岡山県・香川県 | テレビせとうち     | テレビ東京系列 | 月曜 19:00 - 19:54 | 同時ネット             |
| 福岡県         | TVQ九州放送        | テレビ東京系列 | 月曜 19:00 - 19:54 | 同時ネット             |
| 岐阜県         | 岐阜テレビ         | 独立UHF局      | 月曜 19:00 - 19:54 | 同時ネット             |
| 奈良県         | 奈良テレビ         | 独立UHF局      | 月曜 19:00 - 19:54 | 同時ネット             |
| 滋賀県         | びわ湖放送         | 独立UHF局      | 水曜 19:00 - 19:55 |                        |
| 和歌山県       | テレビ和歌山       | 独立UHF局      | 月曜 21:00 - 21:54 |                        |
| 青森県         | 青森放送           | 日本テレビ系列 |                    | 不定期放送             |
| 秋田県         | 秋田放送           | 日本テレビ系列 | 木曜 10:25 - 11:25 |                        |
| 福島県         | 福島中央テレビ     | 日本テレビ系列 | 日曜 14:05 - 15:00 |                        |
| 静岡県         | 静岡第一テレビ     | 日本テレビ系列 | 土曜 26:20 - 27:15 |                        |
| 富山県         | 北日本放送         | 日本テレビ系列 | 水曜 25:20 - 26:15 |                        |
| 鳥取県・島根県 | 日本海テレビ       | 日本テレビ系列 | 日曜 12:00 - 13:00 |                        |
| 広島県         | 広島テレビ         | 日本テレビ系列 | 火曜 15:55 - 16:50 |                        |
| 愛媛県         | 南海放送           | 日本テレビ系列 |                    | 不定期放送             |
| 長崎県         | 長崎国際テレビ     | 日本テレビ系列 | 土曜 17:00 - 17:55 |                        |
| 熊本県         | くまもと県民テレビ | 日本テレビ系列 | 日曜 11:55 - 12:55 |                        |
| 岩手県         | IBC岩手放送        | TBS系列        | 日曜 13:00 - 13:54 |                        |
| 新潟県         | 新潟放送           | TBS系列        | 土曜 09:25 - 10:20 | 2週に1回のペースで放送 |
| 石川県         | 北陸放送           | TBS系列        | 月曜 09:55 - 10:50 |                        |
| 山口県         | テレビ山口         | TBS系列        | 金曜 15:50 - 16:50 |                        |
| 宮城県         | 仙台放送           | フジテレビ系列 | 土曜 13:30 - 14:24 |                        |
| 長野県         | 長野朝日放送       | テレビ朝日系列 | 日曜 15:00 - 15:54 |                        |

## 関連書籍
- 月10万円で豊かに暮らせる町&村 vol.01 （2005年10月、「月10万円」製作委員会、アーティストハウスパブリッシャーズ、ISBN 4-902088-97-5）
- 月10万円で豊かに暮らせる町&村 vol.02 （2006年3月、「月10万円」製作委員会、アーティストハウスパブリッシャーズ、ISBN 4-86234-026-1）